# Совет главных конструкторов
Совет главных конструкторов — неформальный совет по развитию ракетной отрасли СССР под руководством Сергея Королёва, объединял главных конструкторов основных предприятий, участвовавших в ракетно-космической программе 1940-х — 1950-х годов. Существовал с момента развёртывания крупномасштабных работ в отрасли (1946 год), был расширен в 1954 году. Возглавлял совет С. П. Королёв, объединявший действия ученых и конструкторов, направлявший их работу к достижению единой цели — созданию баллистических, а затем и космических ракет. Фактически, руководство советом С. П. Королёвым осуществлялось примерно до 1961 г., когда его члены перешли на сторону В. Н. Челомея, который возглавил аналогичный совещательный орган, также называвшийся Советом главных конструкторов и просуществовавший примерно до 1966 г., когда В. Н. Челомей утратил свои позиции после отставки Н. С. Хрущёва с поста Генерального секретаря ЦК КПСС. Окончательно Совет главных конструкторов прекратил своё существование как самостоятельное явление в 1966 году, после смерти С. П. Королёва, хотя отдельные сообщения о проведении заседаний органа с аналогичным названием относятся и к концу 1966 года, и к более поздним датам. Впоследствии, в 1970-е — 1980-е гг. в СССР существовали внутриведомственные и корпоративные советы главных конструкторов крупных научно-производственных объединений военно-промышленного комплекса (включавших в себя по несколько конструкторских учреждений и соответствующее количество главных конструкторов).

## Общие сведения
Для управления системой научно-технических разработок потребовался координационный орган, каковым стал совет главных конструкторов, которые принимали все важные решения, на заседаниях этой команды принимались решения всех принципиальных и текущих вопросов космической программы. Несмотря на то, что совет имел неформальный характер, его члены обладали необходимыми полномочиями для формирования направления развития советской ракетно-космической программы и смежных исследований, что упоминают в своих воспоминаниях члены совета, другие участники проекта и исследователи отрасли.
В первый совет вошли главные конструкторы предприятий, которые занимались ракетно-космической программой на руководящих должностях с 1946 года:
- Владимир Бармин — директор ГСКБ «Спецмаш», главный конструктор стартовых комплексов;
- Валентин Глушко — главный конструктор ОКБ-456, разработка ЖРД;
- Сергей Королёв — главный конструктор ОКБ-1, разработка ракет-носителей, спутников, баллистических ракет и других изделий этого направления;
- Николай Пилюгин — заместитель главного конструктора НИИ-885 М. С. Рязанского по автономным системам управления, с февраля 1947 года главный конструктор;
- Михаил Рязанский — главный конструктор НИИ-885 по аппаратуре радиосвязи для ракет;
- Виктор Кузнецов — главный конструктор НИИ судостроительной промышленности по разработке гироскопических командных приборов.

Эта команда иногда называется «великолепная шестёрка».
На часто использующейся в литературе фотографии шести конструкторов, снятой на Байконуре в 1954 году, нет Кузнецова, но есть Богомолов, которого отдельные авторы называют членом «великолепной шестёрки».
Около 1954 года советский космический проект вплотную приблизился к решению задачи отправки человека в космос.
В связи с расширением круга решаемых задач в совет были введены новые специалисты:
- Мстислав Келдыш — с 1950 года научный руководитель НИИ-1 Министерства авиационной промышленности, занимался механикой и аэрогазодинамикой летательных аппаратов.
- Алексей Богомолов — с 1954 года руководитель космического сектора ОКБ МЭИ, разработчик аппаратуры для средств радиотелеметрии и траекторных измерений.
- Владимир Котельников — с 1954 года директор Института радиотехники и электроники АН СССР.

В состав совета в разное время также входили:
- Георгий Бабакин
- Алексей Исаев
- Семён Косберг
- Михаил Янгель
- Владимир Челомей, возглавивший аналогичный совет в 1960 г.

## Противоречия
Несмотря на то, что С. П. Королёву удалось на длительное время сплотить под своим руководством видных советских учёных в сфере ракетно-космической техники, необходимо учитывать, что в космонавтике они были фигурами не менее важными, чем Королёв. Между членами совета сохранились противоречия и старая, длящаяся годами, а подчас десятилетиями, хотя и нигде не афишируемая борьба и антагонизм, часто переходящий за рамки сугубо научных противоречий и выходящий на уровень межличностных конфликтов (к примеру, между Янгелем и Челомеем, между Челомеем и Королёвым, между Королёвым и Глушко, между Королёвым и Янгелем, и так далее). По воспоминаниям Бориса Чертока, в 1960 году обострились проблемы во взаимоотношениях Глушко и Королёва, которые окончательно завели в тупик взаимодействие между членами совета после запуска человека в космос в 1961 году. Необходимо особо отметить, что, несмотря на остроту противоречий между членами совета, ни Королёв, ни кто-либо ещё из числа членов совета не позволяли себе публичной критики своих оппонентов и шагов, которые могли быть истолкованы как выходящие за рамки приличия, при том, что каждый конструктор, разумеется, старался перетянуть «одеяло на свою сторону» в плане обеспечения государственной поддержки собственных проектов и сокращения, либо поглощения конкурирующих структур. Критика соперников при этом носила сугубо технический и весьма вежливый характер, но это не отменяло её бескомпромиссной сути и, как по этому поводу вспоминал позже С. Н. Хрущёв (на тот момент — заместитель главного конструктора ОКБ-52 В. Н. Челомея), он получал от своего руководителя В. Н. Челомея негласное указание: на заседаниях научно-технических советов «топить» как бесперспективные те проекты конкурирующих конструкторских бюро, бесперспективность которых не была доказана, но развитие которых шло вразрез с теми проектами, которые разрабатывались в его собственном конструкторском бюро (в случае изменения политической конъюнктуры в стране Челомей ожидал точно таких же шагов от Королёва и других своих конкурентов, а потому пользовался своим служебным положением и неформальными связями с Генеральным секретарём ЦК КПСС, как, впрочем, и другие конструкторы, имевшие своих негласных покровителей из числа кандидатов и членов Политбюро ЦК). Причём не только межличностные конфликты довлели над учёными: от каждого из членов совета, как от руководителя той или иной научно-исследовательской, научно-производственной или опытно-конструкторской организации, зависело сохранение и увеличение числа рабочих мест на курируемых ими предприятиях, укрупнение штатов, расширение производственной базы, ведь за каждым членом совета стояли тысячи научно-технических и инженерно-технических работников, военнослужащих и гражданских лиц, участвующих в проектах, занятость которых и обеспечение их работой напрямую зависело от стойкости и успешности в отстаивании их начальниками собственной позиции перед высшим военно-политическим руководством страны.
Я помню, когда наше КБ конкурировало с Королёвым, кто первым пошлёт человека на Луну, то мой приятель, наш главный баллистик Володя Модестов сказал: „Ты посмотри на этих двоих [Челомея и Королёва]. Каждый из них предпочтёт, чтобы американцы первые сели, а не конкуренты“
— Сергей Хрущёв в эфире радио «Эхо Москвы»
При всём накале противостояния, даже в кругу ближайших знакомых из числа коллег, подчинённых и доверенных лиц, учёные вели себя весьма сдержанно, как и подобает персонам такого уровня, и не позволяли себе каких-либо резких выпадов в адрес оппонентов, — даже в конфиденциальном разговоре Королёв позволял себе лишь посетовать в отношении Челомея: «Челомей и то, Челомей и сё, Челомей всё берет в свои руки». Несмотря на напряжённые отношения Королёва с Янгелем, известно, что Королёв приезжал к Янгелю в Днепропетровск и они провели несколько дней на рыбалке, на Днепре, обсуждая ситуацию в ракетостроении, ситуацию в стране и вырабатывая совместный план действий. Свидетели событий тех лет из числа лиц, поддерживавших доверительные отношения со многими из указанных учёных, единодушны в том, что ни Королёв к Челомею, ни Челомей к Королёву с откровенной враждебностью не относились. Один из ведущих сотрудников Челомея — Г. А. Болтянский рассказывал, что Челомей любил ставить Королёва в пример другим как сильную личность. А сотрудники Королёва И. В. Лавров и М. С. Флорианский вспоминали, как Королёв посылал своё «посольство» к Челомею для налаживания деловых контактов. Как отмечает по этому поводу А. П. Соловьёв, история противостояния двух ракетных гениев — Челомея и Королёва — заслуживает если не отдельной книги, то фильма уж точно. В этом плане можно сказать, что С. П. Королёву силой собственного авторитета и организационных способностей удалось создать такой орган, который долгое время выполнял не только совещательные функции, но и являлся дискуссионной площадкой для поиска компромисса и примирения конфликтующих сторон, каждая из которых имела большой вес и значение в определении направления развития ракетно-космических технологий как военного, так и гражданского назначения.

## Попытки возрождения
В начале 2000-х гг. делались попытки воссоздать Совет генеральных конструкторов, как совещательный орган при Президенте РФ (наряду с аналогичными советами по другим вопросам), который бы определял направление развития вооружений, военной техники и изделий гражданского назначения.